# Onosandridus sakaniensis
Onosandridus sakaniensis is een rechtvleugelig insect uit de familie Anostostomatidae. De wetenschappelijke naam van deze soort is voor het eerst geldig gepubliceerd in 1938 door Ander.